# My Guns Are Loaded
A My Guns Are Loaded Bonnie Tyler dala az 1979-ben megjelent Diamond Cut című lemezről.

## A dalról
1979 márciusában jelent meg az RCA kiadó gondozásában LP kislemez formátumban. A felvételt Londonban rögzítették, a dalt Bonnie zenei rendezői és írói, Ronnie Scott és Steve Wolfe készítették. A kislemez "B" oldalas dala Franciaországban, Japánban, Dél Amerikában, Jugoszláviában, Észak és Közép Európában a Baby I Just Love You című dal, míg Németországban, és Spanyolországban a The Eyes Of A Fool című dal került fel. 
A Diamond Cut album legsikeresebb felvétele lett, Az amerikai country toplistán a 86., míg Franciaországban a toplista 11. helyén debütált. 
A Diamond Cut 2010-es felújított hangzású újra-kiadásán az album verzión kívül bónuszként helyet kapott a Country Sinlge verzió is.

## Kislemez
7" kislemez
| #   | Dalcím               | Zeneszerző                 | Producer                   | Hossz |
| --- | -------------------- | -------------------------- | -------------------------- | ----- |
| A/1 | My Guns Are Loaded   | Ronnie Scott / Steve Wolfe | Ronnie Scott / Steve Wolfe | 5:08  |
| B/1 | Baby I Just Love You | Ronnie Scott / Steve Wolfe | Ronnie Scott / Steve Wolfe | 3:15  |

## Toplista
| My Guns Are Loaded         | Legfelső helyezés |
| -------------------------- | ----------------- |
| Francia eladási lista      | 3                 |
| Francia eladási + rádiós   | 12                |
| USA Country                | 86                |
| USA Bubbling Under Hot 100 | 107               |